# Oberlin (Louisiana)
Oberlin è un comune degli Stati Uniti d'America, situato nello Stato della Louisiana, in particolare nella parrocchia di Allen, della quale è il capoluogo.